# Vittadinia
Vittadinia là một chi thực vật có hoa trong họ Cúc (Asteraceae).

## Loài
Chi Vittadinia gồm các loài: